# 盧基烏斯·凱撒

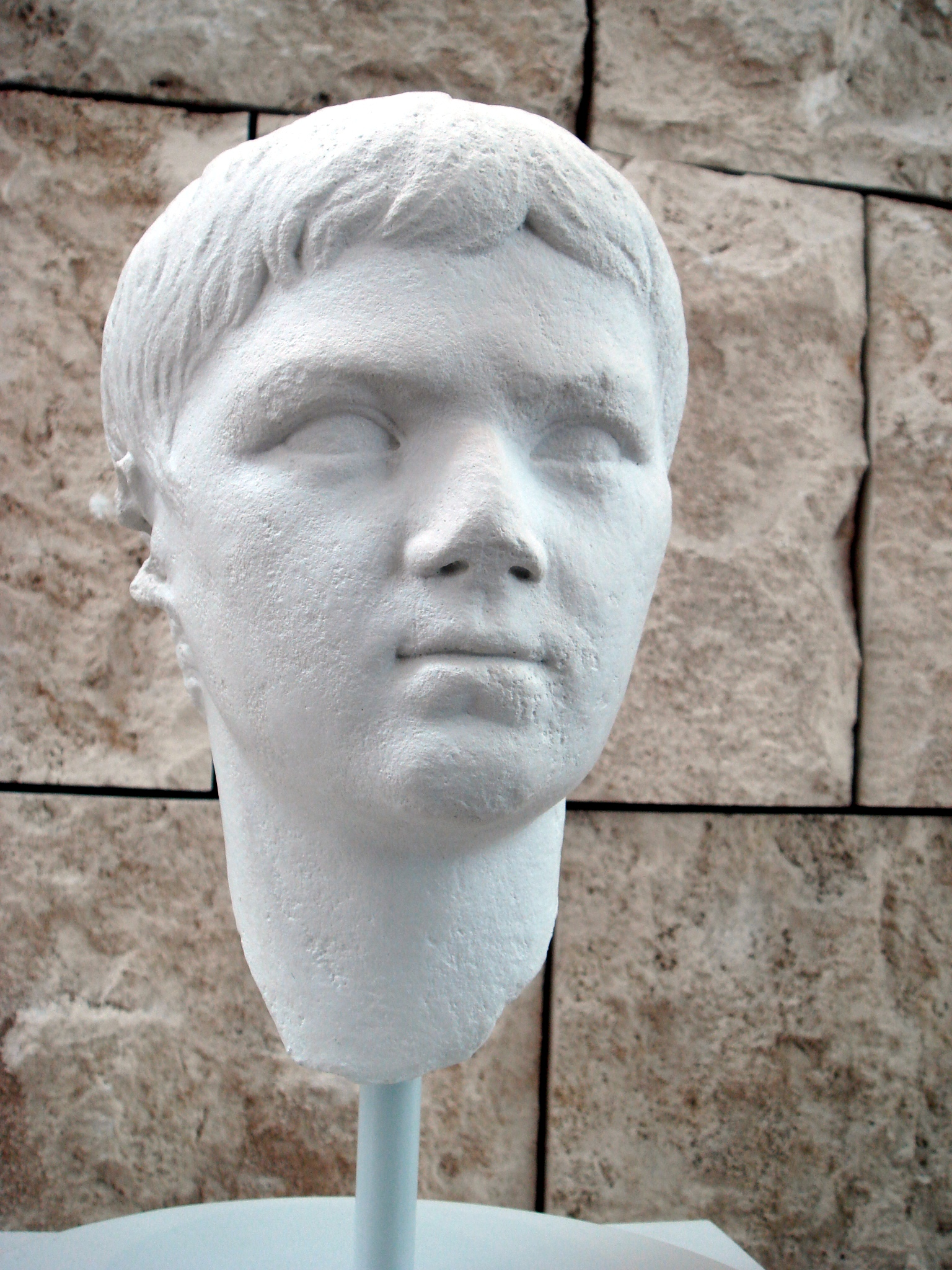
盧基烏斯·凱撒

盧基烏斯·凱撒（Lucius Caesar，前17年—2年）是羅馬帝國皇帝奧古斯都的三位孫子之一，他的父親是羅馬將領瑪爾庫斯·維普撒尼烏斯·阿格里帕，母親是奧古斯都的女兒大茱莉亞。
盧基烏斯·凱撒與兄長蓋烏斯·凱撒在出生後不久就被奧古斯都認養為養子。兄弟兩人成年後，奧古斯都送他們到邊疆區進行軍事訓練：蓋烏斯被送到亞美尼亞，盧基烏斯被送到西班牙。然而在去程途中盧基烏斯·凱撒患了病，公元2年於馬賽病逝。